# Xã Tuscarawas, Quận Stark, Ohio
Xã Tuscarawas (tiếng Anh: Tuscarawas Township) là một xã thuộc quận Stark, tiểu bang Ohio, Hoa Kỳ. Năm 2010, dân số của xã này là 5.980 người.